# 2R
2R（イーアール）は、シンガポール生まれの香港女性デュエットである。メンバーはロサンヌ・ウォンとレース・ウォン。所属レコード会社はユニバーサルミュージック。二人はマレーシアの市民で、2003年結成、2007年解散。現在、解散後のメンバーはソロで活動している。

## メンバー
- ロサンヌ・ウォン（黄婉君、Rosanne Wong）
- レース・ウォン（黄婉伶、Race Wong）

## アルバム
- 2003年10月  Two of Us AVEP
- 2004年3月  United
- 2005年3月  Revolution
- 2006年5月  2R 新歌+精選

## 映画
- 2003年11月 サウンド・オブ・カラー 地下鉄の恋
- 2003年12月 インファナル・アンフェア 無間笑
- 2004年11月 アブノーマル・ビューティ
- 2005年5月 非常青春期（レース・ウォンのみ）
- 2005年8月 恋する花火（レース・ウォンのみ）
- 2005年9/10月  醉愛（レース・ウォンのみ）
- 2005年11月 妃子笑
- 2006年1月 半醉人間（レース・ウォンのみ）
- 2006年4月 小心眼（レース・ウォンのみ）
- 2006年4月 BLACK NIGHT ブラック ナイト（レース・ウォンのみ）
- 2008年1月 愛鬥大（ゲスト）
- 2008年7月 崖っぷちの女たち（レース・ウォンのみ）

## テレビドラマ
- 2003年 當四葉草碰上劍尖時
- 2004年 赤沙印記@四葉草.2
- 2005年 如果月亮有眼睛（ロサンヌ・ウォンのみ）
- 2005年 奇幻潮
- 2005年 舞出彩虹（ロサンヌ・ウォンのみ）
- 2006年 2R部落格（華娯衛視）
- 2007年 味分高下（レース・ウォンのみ）

## 舞台
- 2006年11月 『舞台版 笑傲江湖』

## 写真集
- 2003年 Two Fresh